# 宮本勝文
宮本 勝文（みやもと かつふみ、1966年3月19日 - ）は日本の元ラグビー選手。ラグビー指導者。

## プロフィール
- 大阪府出身。
- ポジションはフランカー(FL)。
- 日本代表キャップは10。

## 経歴
大阪工業大学高校、同志社大学を経て、1988年に三洋電機（現パナソニック ワイルドナイツ）に入社。学生の頃からパワフルな突破力を武器に、日本代表として第1・2回ラグビーワールドカップに出場する。
その一方で、国内での所属チーム（大学時代を含む）の戦績は最高でも準優勝に終わり現役時代は『悲運の闘将』と称される。特に1991年1月の全国社会人大会決勝対神戸製鋼（現神戸製鋼コベルコスティーラーズ）戦では後半ロスタイムに相手ウイング・ウィリアムスに同点となるトライを決められ、途中交代した宮本の無念の表情は当時の監督・宮地克実とともに全国のラグビーファンに強烈な印象を残した。その後も宮地・宮本は神戸製鋼に挑み続けるがことごとく敗退。
1994年1月の全国社会人大会を最後に、持病であった膝の痛みもあり27歳の若さで現役引退する。
引退後は香港に赴任し社業に専念。ラグビーの現場から距離を置いていたが、2004年10月に前監督・柴田浩一の解任に伴い監督に就任し10年ぶりにラグビー界に復帰する。
翌2005年シーズン、チームは開幕から8連勝したが途中で失速しトップリーグ優勝を東芝府中に奪われる。
2007年シーズンはリーグ戦を全勝するもマイクロソフトカップ決勝で敗退、その後日本選手権決勝でサントリーに雪辱し、チームに初の日本選手権優勝をもたらした。
2008年4月1日付けで三洋電機海外営業本部地域営業統括部長に就任し、再び社業に専念している。
2011年に社業の傍ら、同志社大学ラグビー部の監督に就任。就任1年で関西リーグ2位となり、大学選手権では帝京と死闘を演じた。
2012年シーズンをもって同志社大学監督を退任。13年4月に三洋電機執行役員に就任し、再び社業に専念している。

## エピソード
- 2004年9月18日トップリーグ開幕戦 三洋対リコー、宮本は花園ラグビー場のJスポーツ中継席に座っていた。ラグビー部OBとして彼が解説をつとめたこの試合に三洋は惜敗、その後も連敗を止めることができず監督の柴田は解任され、数日前に解説席に座っていた宮本が新監督に就任することになる。解説をつとめていた開幕戦に勝利していれば、彼が監督に就任することはなかった。
- 現役時代は神戸製鋼と6回対戦し全敗であったが、監督としては逆に4戦全勝。監督就任後の初勝利も神戸製鋼戦という相性の良さであった。
- 2007年シーズンマイクロソフトカップ決勝戦後の記者会見でのサントリー監督・清宮克幸の発言「今日の勝敗を分けたのは、今シーズンたまたま調子が良かったチームと、そうでないチームとの差」に反発。日本選手権準決勝でトヨタ自動車に勝利し、サントリーとの再戦が決まると「サントリーには絶対に負けたくない」と語気を強めた。